# 日本國鐵EF59型電力機車
EF59型电力机车（日语：EF59形電気機関車）是日本国有铁道的干线电力机车车型之一，是为满足山阳本线瀨野至八本松间高坡区段（简称“瀨野八”）的补机需要，于1960年代由EF53、EF56型电力机车改造而成，适用于供电制式为1500伏直流电的电气化铁路。

## 历史

### 背景
1962年（昭和37年） ，山阳本线三原至广岛区间完成电气化改造。1963年（昭和38年）末，随着冈山至广岛之间的货物列车改为电力机车牵引，日本国有铁道决定对瀨野至八本松间的高坡区段（简称“瀨野八”）实行补机无烟化，以电力机车取代以往使用的D52型蒸汽机车来担任补机。当时日本国铁曾经考虑了多种替换方案，例如计划新造EF60型电力机车、改造既有的EF10型电力机车或EH10型电力机车、又或者增加配属ED60型电力机车。
考虑到各种方案的成本，由于信越本线、东北本线、高崎线的旅客列车逐渐采用电力动车组营运，因此最终决定以数量过剩而运用状态良好的EF53型电力机车作为改造对象，使其适应该大坡度区段的使用条件，经改造后的机车被改称为EF59型电力机车。最初，日本国铁原本打算将机车最高运行速度定为85公里/小时以下，并定型为EF20型电力机车，但由于特急旅客列车会在广岛站加挂补机，并在广岛至瀨野间以90公里/小时的最高速度运行，因此机车的最高运行速度仍定为95公里/小时，并定型为EF59型电力机车。

### 改造

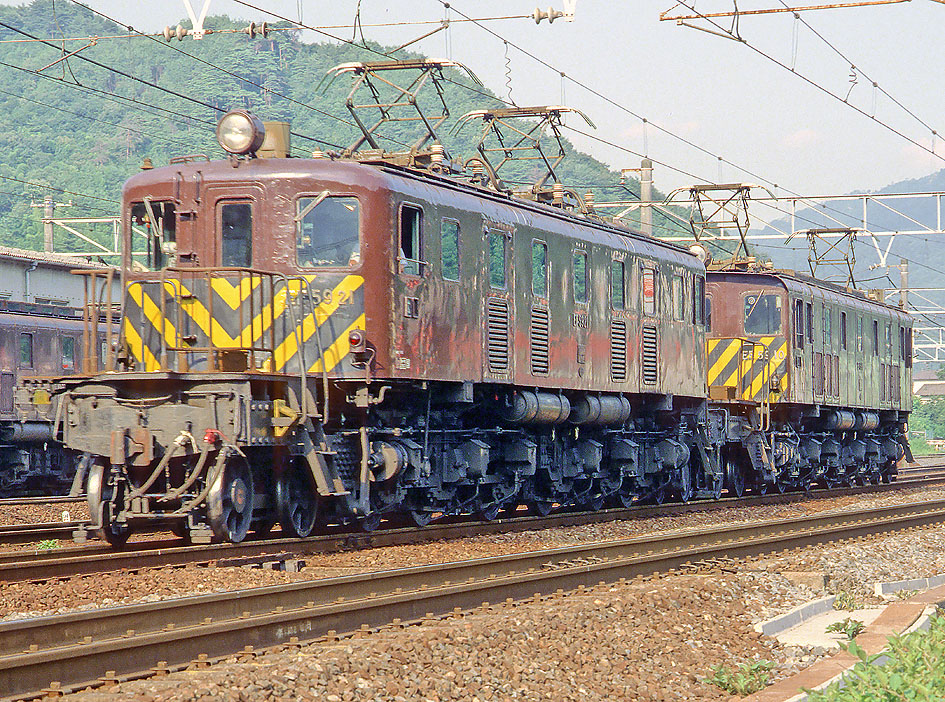
EF59-21、EF59-10号机车（1984年）

主要改造内容包括改变传动齿轮比，将齿轮比从2.63加大至3.67，以提高机车的牵引力；加装重联控制装置，机车两端加装重联控制用的电气插座和空气管路；机车往东京方向的一端改装带有自动解挂装置的自动车钩，而往下关方向的一端在前窗下方画上V字型虎纹的警戒色图案。
1960年代初，由10000系货车组成的高速货物列车不断增加，当这些列车在“瀨野八”区间加挂补机时，需要手动连接列车制动风管（BP）、总风管（MR）以及电空制动连接线。为了简化机车与高速货车的解挂作业，EF59型电力机车又陆续改装电空式密接自动车钩。
1968年（昭和43年），所有EF53型电力机车均已完成改造，EF53型电力机车正式从日本国铁编制中消失，而EF59型电力机车则按完成改造的先后次序重新编号。
| EF53 | 8 | 9 | 3 | 11 | 12 | 5 | 6 | 7 | 4 | 1  | 2  | 10 | 19 | 16 | 18 | 17 | 14 | 15 | 13 |
| EF59 | 1 | 2 | 3 | 4  | 5  | 6 | 7 | 8 | 9 | 10 | 11 | 12 | 13 | 14 | 15 | 16 | 17 | 18 | 19 |

1969年（昭和44年）至1972年间，其中五台EF56型电力机车亦被改造为EF59型电力机车，除了上述的改造内容外，还拆除了为旅客列车供暖的蒸汽锅炉。
| EF56 | 1  | 2  | 3  | 5  | 12 |
| EF59 | 20 | 21 | 22 | 23 | 24 |

### 运用

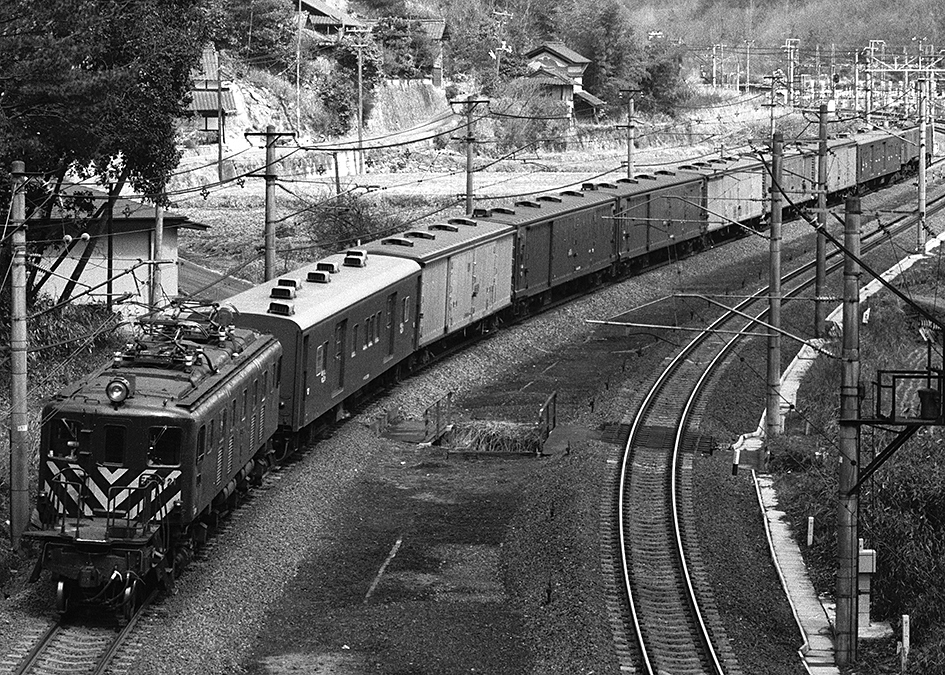
担任“瀨野八”区间补机的EF59型电力机车

所有EF59型电力机车均配属瀨野机关区，担当“瀨野八”区间的列车尾部补机任务，运行区间和编组辆数视乎列车种类而有所不同。货物列车通常加挂两台重联的补机，而重量较轻（600吨以下）的货物列车、行包列车和旅客列车则加挂一台补机。普通货物列车一般停靠瀨野站，并在列车尾部进行加挂补机作业。高速货物列车为了节省运行时分，则在广岛编组站加挂补机，并直接通过瀨野站。而卧铺特急列车的安排则与高速货物列车相似，但改为在广岛站加挂补机。
补机会加挂在上行列车（往东京方向）的尾部，当列车通过“瀨野八”区间的长大坡道后，通常补机会在列车通过八本松站前自动解挂，亦有部分列车会走行至西条站才以手动方式解挂补机。补机完成当次牵引任务后，会回送至瀨野站或广岛站。由于山阳本线列车运行密度较高，因此通常采用双机回送而较少采用单机回送，最多可达六台机车重联回送。
1977年，原本作为后继者的EF61型200番台电力机车投入“瀨野八”区间使用，但在使用过程中发现其重联控制系统存在缺陷，因此该型机车仅试制八台之后停止生产，迫使日渐老化的EF59型电力机车继续担任补机任务。
1982年，新一代的EF67型电力机车投入“瀨野八”区间运用后，EF59型电力机车开始逐步报废或封存，至1986年全部脱离运用。其中，处于不可动状态的EF59-10号机车于1987年国铁分割民营化时被西日本旅客铁道继承，并存放于下关地域铁道部下关车辆管理室，直至2006年（平成18年）7月正式除籍并拆解。

## 车辆保存
- EF59-1（EF53-8）号机车：静态保存于碓冰岭铁道文化村。
- EF59-11（EF53-2）号机车：静态保存于碓冰岭铁道文化村。
- EF59-16（EF53-17）号机车：静态保存于日本货物铁道广岛车辆所。
- EF59-21（EF56-2）号机车：静态保存于日本货物铁道广岛车辆所。

## 参看
- EF53型电力机车
- EF56型电力机车
- 日本电力机车列表